# Kemmaten (Adelsgeschlecht)

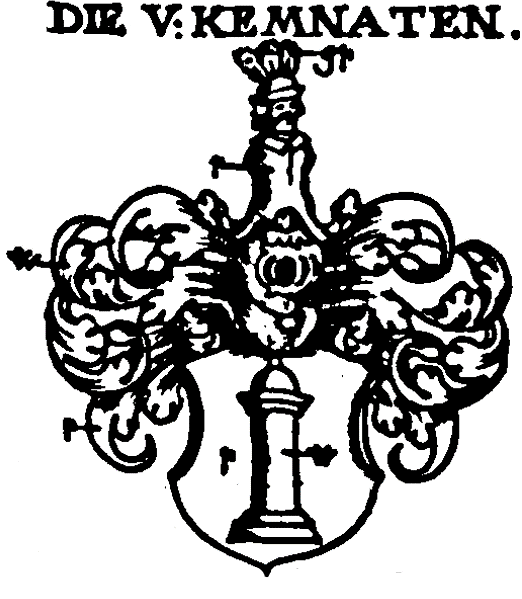
Wappen derer von Kemnanten in Siebmachers Wappenbuch

Die Herren von Kemmaten (auch Kemnaten) waren ein Adelsgeschlecht im nördlichen Franken, das 1600 ausstarb.

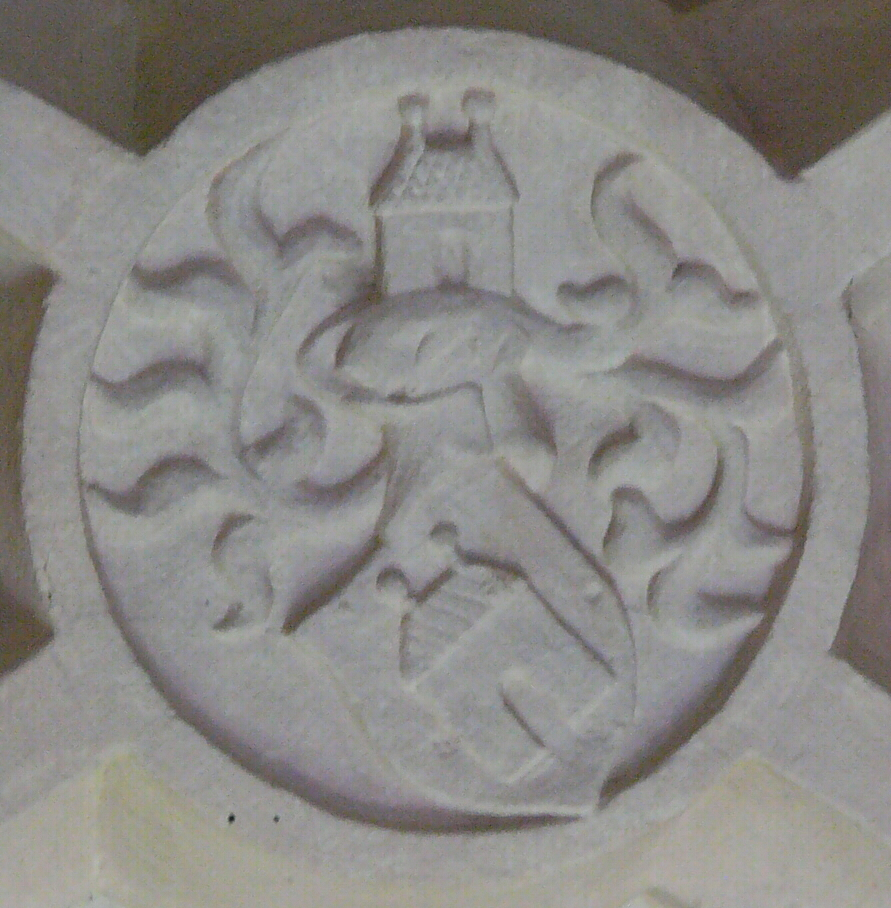
Wappen von Kemmaten im Kloster Sonnefeld

## Geschichte
Die Kemmater bildeten eine typische Familie des Niederadels. Sie waren landstandsbefähigt und mit dem Stammgut Kemmaten beim heutigen Neustadt bei Coburg, dem Schloss Moggenbrunn und in Oberlind bei Sonneberg begütert, wo sie ein kleines Rittergut besaßen, das nicht mehr erhalten ist. Sie bewirtschafteten Söhn- und Töchterlehen der Grafschaft Henneberg und später der Wettiner. Das Geschlecht tauchte 1225 erstmals urkundlich mit „Hermmannus de Kemenaten“ auf. 1317 erschienen sie in Weißenbrunn vorm Wald als hennebergische Lehnsleute und wurden Anfang des 15. Jahrhunderts mit Wildenheid belehnt.
Eine Dorothea II. von Kemmaten wurde 1454–1455 als Äbtissin im Kloster Sonnefeld genannt.
Das Geschlecht erlosch im Jahr 1600, als der letzte Kemmater wegen der Ermordung seines einzigen Sohnes in Coburg zum Tode verurteilt und hingerichtet wurde. Hans Eitel von Kemmaten wurde am 26. April 1600 auf dem Coburger Marktplatz enthauptet. Er hatte schon Jahre zuvor einen Knecht und den Schulmeister von Weißenbrunn vorm Wald umgebracht – mindestens eine dieser Taten dürfte als Notwehr gelten – und nun im Jähzorn seinen eigenen Sohn mit einem Brotmesser erstochen. Das Wappen der Familie wurde gebrochen und der Grabstätte beigegeben. Die Kemmater Güter fielen an den Lehnshof von Sachsen-Coburg.

## Wappen
Das Wappen der Kemmater ist als Schlussstein im Kloster Sonnefeld erhalten. Das Wappenbild zeigt eine stilisierte Kemenate, also einen mittelalterlichen, herrschaftlichen Wohnbau, der durch ein Walmdach mit filigran angedeuteten Schindeln und zwei auffällige Schornsteinköpfe charakterisiert wird. Das Wappenbild wiederholt sich in der Helmzier. Wie die Wappenumzeichnungen von Leistner und vor allem die farbigen Darstellungen im Totenbuch der Franziskaner beweisen, zeigt das Wappen der Kemmater in Blau einen silbernen gemauerten Turm mit spitzer Bedachung und goldenem Turmknopf.
Johann Siebmacher dagegen stellt das Wappen wie folgt dar: In Rot ein silberner Turm. Auf dem Helm mit rot-silbernen Helmdecken ein rotgekleideter Mann mit Hut, der mit drei grünen Pfauenfedern besteckt ist. Eine analoge Wappendarstellung findet sich im Schloss Moggenbrunn.